# Чибис-М
Чибис-М — микроспутник космического эксперимента «Исследования физических процессов при атмосферных грозовых разрядах».

## История
Микроспутник «Чибис-М» доставлен на МКС транспортным грузовым кораблем (ТГК) «Прогресс М-13М». Перед расстыковкой ТГК от МКС космонавты демонтировали с него стыковочный механизм и установили контейнер с космическим аппаратом. После отделения от МКС орбита «Прогресса» была поднята до высоты ~ 500 км. Микроспутник с помощью пружины был вытолкнут из транспортно-пускового контейнера, установленного на ТГК 25 января в 03:18:30 MSK, (24 января в 23:18:30 UTC), а затем микроспутник стал функционировать на рабочей орбите.
На спутнике установлен передатчик 70-сантиметрового любительского диапазона, имеющий позывной РС-39.